# Sandra Brown (Leichtathletin)
Sandra Brown (Sandra Elizabeth Brown, geb. Webb; * 3. Februar 1946) ist eine ehemalige australische Sprinterin, die sich auf den 400-Meter-Lauf spezialisiert hatte.
1968 schied sie bei den Olympischen Spielen in Mexiko-Stadt im Vorlauf aus, und 1970 gewann sie bei den British Commonwealth Games in Edinburgh Silber.
1968 sowie 1970 (mit ihrer persönlichen Bestzeit von 52,4 s) wurde sie Australische Meisterin über 400 m. 1968 holte sie den nationalen Titel über 800 m.